# Comiso
Comiso est une ville italienne de la province de Raguse, dans la région Sicile.

## Administration
| Période                                  | Période  | Identité            | Étiquette | Qualité |
| ---------------------------------------- | -------- | ------------------- | --------- | ------- |
| 27 mai 2003                              | En cours | Giuseppe Di Giacomo |           |         |
| Les données manquantes sont à compléter. |          |                     |           |         |

### Hameaux
- Pedalino, Quaglio, Cozzo del Re, Profinni, Borgo Miccichè, Borgo Bosco, Borgo Fontana Volpe, Borgo dei Comisani, Borgo Zanghi.

### Communes limitrophes
- Chiaramonte Gulfi, Raguse, Vittoria.

## Transports
Sur le territoire de la commune se trouve l’aéroport Pio La Torre, ancienne base militaire américaine, reconverti en aéroport civil. La gestion de l’aéroport est effectuée par la société Sac Aeroporto di Catania Spa qui gérait déjà l’aéroport de Fontanarossa, le plus important de la province de Catane. Le premier avion civil a atterri le 30 avril 2007, jour de l’inauguration.

## Personnes nées à Comiso
- Salvatore Fiume, peintre, sculpteur, architecte, écrivain et scénographe italien, né le 23 octobre 1915 et mort le 3 juin 1997 ;
- Gesualdo Bufalino, écrivain, poète, créateur d'aphorismes et traducteur italien, né le 15 novembre 1920, décédé le 14 juin 1996 ;
- Cristina Scuccia, religieuse ursuline née en 1988, chanteuse et gagnante de l'émission "The Voice" en Italie ;
- Salvatore Adamo, chanteur et acteur italo-belge, né le 1er novembre 1943.